# Svensk kod för bolagsstyrning
Svensk kod för bolagsstyrning, bolagskoden, koden, är regelsamlingar för bolagsstyrning som från och med 2008 gäller för alla svenska bolag, vars aktier är upptagna till handel på svensk reglerad marknad. Koden bygger i grunden på den svenska aktiebolagslagen och svenska traditioner för bolagsstyrning, men ansluter till den europeiska tradition som har växt fram från den brittiska utvecklingen och med bidrag från OECD, EU och ett flertal andra länders koder. Bolagskodens främsta syfte är framför allt att säkerställa att bolagen sköts med ägarnas intresse för ögonen, men även att bidra till förbättrad styrning av svenska bolag, höja förtroendet för svensk bolagsstyrning på den internationella kapitalmarknaden och därmed främja det svenska näringslivets tillgång till utländskt riskkapital.

## Bakgrund
Koden infördes på Stockholmsbörsen 2005 och gällde för aktiebolag noterade på Stockholmsbörsen, med ett marknadsvärde på över tre miljarder kronor. Vid ett möte 2007 beslöt Kollegiet att genomföra en revidering av koden med sikte på att bredda dess tillämpning till att gälla alla svenska bolag med aktier noterade på en svensk reglerad marknad. Som inriktning av arbetet angavs att eliminera uppenbara svagheter och olägenheter i den befintliga koden enligt hittills gjorda erfarenheter, att förenkla och anpassa koden till de mindre börsbolagens förutsättningar utan att sänka ambitionsnivån för god bolagsstyrning samt att en förändring av den svenska koden borde underlätta – och i vart fall inte finge försvåra – en nordisk harmonisering av regler för bolagsstyrning. Till Kollegiets arbete med revideringen av koden adjungerades representanter för de berörda börserna. Totalt höll Kollegiet tio särskilda arbetsmöten för kodrevideringen och arbetsgruppen därutöver ett flertal möten och andra överläggningar. 
Under hösten 2007 utarbetades ett förslag till reviderad kod. Underlag för detta utgjordes av de undersökningar och andra former av systematiska uppföljningar som Kollegiet genomfört sedan koden infördes samt synpunkter och erfarenheter av kodens tillämpning som framkommit i olika seminarier och konferenser som Kollegiet anordnat. Dessutom genomförde Kollegiet under hösten en särskild undersökning av hur den svenska formen av valberedningar tillämpats och fungerat i bolagen. 
Vidare lades en öppen inbjudan till alla intresserade att inkomma med synpunkter och förslag med anledning av kodrevideringen ut på Kollegiets webbplats samt sändes till berörda bolag och aktörer på kapitalmarknaden. Ett femtontal bidrag inkom, vilka var av stort värde för Kollegiet i dess arbete. Bidragen var av mycket olika karaktär, från korta meddelanden med innebörd att koden fungerade bra och borde ändras så litet som möjligt till omfattande och väl genomarbetade förslag till ändringar. Förslaget till reviderad kod publicerades 2008-02-01 på Kollegiets webbplats. Samtidigt sändes information ut till media samt berörda bolag och aktörer på kapitalmarknaden med en öppen inbjudan att senast 2008-03-28 inkomma med synpunkter och kommentarer till förslaget. Ett tjugotal sådana bidrag inkom under remisstiden. Vidare arrangerade Kollegiet 2008-02-20 en välbesökt ”användarkonferens”, riktad särskilt till de tillkommande kodbolagen, med syfte att diskutera kodförslaget och ta emot synpunkter på det. Därutöver medverkade Kollegiets sekreterare och ledamöter i ett flertal ytterligare seminarier och konferenser där förslaget till reviderad kod behandlades. Baserat på inkomna synpunkter och övrigt erhållet underlag gjorde Kollegiet under april en slutlig genomarbetning av kodförslaget, varefter den slutliga koden presenterades på Kollegiets webbplats 2008-05-07 tillsammans med en kommenterad jämförelse med den hittills gällande koden. Den reviderade koden har därefter tryckts och distribuerats till berörda bolag och aktörer på kapitalmarknaden samt ett antal ytterligare intressenter. En engelsk översättning av koden och jämförelsen med hittillsvarande kod finns på den engelskspråkiga webbplatsen. 
Europeiska unionen har efter flera redovisningsskandaler förespråkat att medlemsländerna ska införa nationella koder för bolagsstyrning. Koderna följer principerna om comply or explain. Denna princip introducerades av den s.k. Cadbury-kommittén i Storbritannien 1992, och är den internationellt förhärskande principen för kodtillämpning. Även EU-kommissionen har uttryckt att detta är en lämplig modell för sådana koder.  Principen innebär att ett företag som tillämpar koden kan avvika från enskilda regler men då skall avge förklaringar där skälen till varje avvikelse redovisas. Eventuella avvikelser från Koden skall således redovisas och motiveras enligt principen följ eller förklara i bolagsstyrningsrapporten. Att ett företag tillämpar Koden innebär därför inte att det alltid måste följa samtliga regler, och det utgör inte något brott mot Koden att avvika från en eller flera enskilda regler. Det avgörande är vilka motiv som finns för avvikelsen.
ěī

## Kollegiet för svensk bolagsstyrning
Normgivande för koden är Kollegiet för svensk bolagsstyrning, som har till uppdrag att främja en god utveckling av bolagsstyrning i börsnoterade bolag i Sverige. Kollegiet har det övergripande ansvaret för att förvalta Svensk kod för bolagsstyrning. I det arbetet följer och analyserar Kollegiet kodens praktiska tillämpning och utvecklingen inom bolagsstyrning i Sverige och internationellt. Kollegiet kan också göra ändringar i koden när man anser detta motiverat.
Kollegiet ingår i Föreningen för god sed på värdepappersmarknaden, där samtliga organ för näringslivets självreglering inom detta område samlats.
Kollegiet består av ordförande, vice ordförande samt högst tio övriga ledamöter. Ordförande och övriga ledamöter utses av föreningsstämman i Föreningen för god sed på värdepappersmarknaden för mandatperioder om två år med möjlighet till omval högst två gånger. Vid Kollegiets bildande i februari 2005 utsågs dock omkring hälften av ledamöterna för en första mandatperiod om tre år. 
Kollegiet ska enligt sina stadgar ha en bred sammansättning som ger trovärdighet åt dess förmåga att förvalta koden med hög kompetens och full integritet. Särskilt följande erfarenheter, kompetensområden och perspektiv ska vara representerade på ett balanserat sätt bland Kollegiets ledamöter:
- institutionellt, större och mindre privat samt statligt ägande
- svensk och internationell kapitalmarknad
- företagsledning och styrelsearbete.

Kollegiet har ett sekretariat som svarar för den löpande verksamheten. Sekretariatet leds av Kollegiets sekreterare. Kollegiet ska också ha fortlöpande tillgång till kvalificerad kompetens inom särskilt områdena redovisning, revision och bolagsrätt.

## Bolagskoden
Bolagskoden är uppdelad i 11 avsnitt som behandlar bl.a. bolagsstämma, tillsättning av styrelse och revisor, styrelse, bolagsledning och information om bolagsstyrning. Bland reglerna kan nämnas följande.
- Bolagsstämman är bolagets högsta beslutande organ och ägarnas inflytande ska utövas vid stämman genom omröstningar.[4]

- Valberedningen ska lämna förslag till ordförande och övriga ledamöter i styrelsen samt arvode och annan ersättning för styrelseuppdrag till var och en av styrelseledamöterna. Valberedningen ska också lämna förslag till val och arvodering av revisor.

- Valberedningen ska ha minst tre ledamöter, varav en ska utses till ordförande. Majoriteten av valberedningens ledamöter ska vara oberoende i förhållande till bolaget och bolagsledningen. Verkställande direktören eller annan person från bolagsledningen ska inte vara ledamot av valberedningen. Minst en av valberedningens ledamöter ska vara oberoende i förhållande till den i bolaget röstmässigt största aktieägaren eller grupp av aktieägare som samverkar om bolagets förvaltning

- Styrelsens ordförande väljs av bolagsstämman.[4]

- I styrelsens uppgifter ingår bland annat att

• fastställa verksamhetsmål och strategi,
• tillsätta, utvärdera och vid behov entlediga verkställande direktör,
• se till att det finns effektiva system för uppföljning och kontroll av bolagets verksamhet,
• se till att det finns en tillfredsställande kontroll av bolagets efterlevnad av lagar och andra regler som gäller för bolagets verksamhet,
• se till att erforderliga etiska riktlinjer fastställs för bolagets uppträdande, samt
• säkerställa att bolagets informationsgivning präglas av öppenhet samt är korrekt, relevant och tillförlitlig 
- Styrelsen ansvarar för att bolaget har god intern kontroll och formaliserade rutiner som säkerställer att fastlagda principer för finansiell rapportering och intern kontroll efterlevs samt att bolagets finansiella rapportering är upprättad i överensstämmelse med lag, tillämpliga redovisningsstandarder och övriga krav på noterade bolag.

- Styrelsen ska årligen i en bolagsstyrningsrapport och på sin webbplats informera aktieägare och kapitalmarknad om hur bolagsstyrningen i bolaget fungerar och hur bolaget tillämpar Svensk kod för bolagsstyrning.